# جووزف هادکینسون
جووزف هادکینسون (به انگلیسی: Joseph Hodkinson) بازیکن فوتبال زادهٔ ۱۸۸۸ اهل کشور انگلستان که سابقهٔ بازی در تیم ملی فوتبال انگلستان را در کارنامهٔ خود دارد. وی در تاریخ ۱۷ مارس ۱۹۱۳ نخستین بازی ملی خود را در مقابل تیم ملی فوتبال ولز انجام داد و با حضور در ۳ بازی ملی، در تاریخ ۲۵ اکتبر ۱۹۱۹ واپسین بازی ملی‌اش را در برابر تیم ملی فوتبال ایرلند برگزار کرد.